# Fatiha Keloua-Hachi
Fatiha Keloua Hachi, née le 5 juin 1971 à Paris, est une femme politique française. Membre du Parti socialiste, elle est élue députée dans la huitième circonscription de la Seine-Saint-Denis en 2022. Elle est élue présidente de la commission des Affaires culturelles et de l'Éducation le 20 juillet 2024.

## Biographie
Fatiha Keloua Hachi est née à Paris, de parents algériens originaires de la commune de Taourirt Ighil, dans la wilaya de Béjaïa, en Kabylie. Elle grandit à Montreuil, et poursuit des études de lettres et exerce le métier d'enseignante de lettres modernes pendant plus de 28 ans, ayant été reçue en 1998 au CAPES de lettres modernes. Elle exerce aussi en tant que formatrice en maîtrise de la langue, et comme enseignante à l'université de Créteil. En 2021, elle intègre la Mission Grande Pauvreté et Éducation prioritaire à l'Académie de Créteil.
Engagée de longue date au Parti socialiste, elle est élue en 2020 sur la liste d'union de la gauche Rosny Écologique et Solidaire, conseillère municipale d'opposition. En 2022, elle est élue députée de la 8e circonscription de la Seine-Saint-Denis, avec l'investiture de la NUPES,. Elle siège au sein du groupe Socialistes et apparentés, et devient vice-présidente du groupe chargée des questions d'éducation et de jeunesse.

## Parcours politique

### Élections législatives de 2022
Aux élections législatives de 2022, elle est candidate dans la huitième circonscription de la Seine-Saint-Denis avec l’investiture de la NUPES. Elle obtient 35.31 % des suffrages au premier tour, arrivant en tête dans les trois villes de la circonscription, face à la députée sortante Sylvie Charrière (LREM) qui a obtenu 21,71 % des suffrages. Au second tour elle obtient 53.57 % des suffrages et élue députée de la huitième circonscription de la Seine-Saint-Denis.
À l'Assemblée, elle siège dans le Groupe Socialistes & Apparentés (NUPES) et devient membre de la commission des affaires culturelles et de l'éducation.

### Candidature à la présidence de l'Assemblée nationale
Elle est la candidate présentée par l'intergroupe NUPES pour l'élection du président de l'Assemblée nationale de la XVIe législature, qui a lieu le 28 juin 2022. Elle recueille 146 voix au premier tour et 144 voix au second, Yaël Braun-Pivet (LREM - Ensemble) étant élue au perchoir à l'issue du second tour de scrutin avec 242 voix sur 462 suffrages exprimés (52 %).

### Travaux parlementaires
Fatiha Keloua-Hachi dépose une proposition de loi en décembre 2022 visant à établir le repas CROUS à 1 euro dans l'ensemble du territoire national et pour l'ensemble des étudiants. Ce texte est examiné lors de la « niche parlementaire » du Groupe Socialistes & Apparentés mais est rejeté à une voix près (183 pour, 184 contre).
Le 16 janvier 2025, elle fait partie des huit députés socialistes ayant choisi de voter la motion de censure contre le gouvernement de François Bayrou, allant contre le choix d'Olivier Faure et de la majorité de son groupe.
À la suite de l'affaire des abus sexuels et violences dans l'institution Notre-Dame de Bétharram, Fatiha Keloua Hachi préside la commission d’enquête « sur les modalités du contrôle par l’État et de la prévention des violences dans les établissements scolaires ». Les travaux commencent en mars 2025 et vont durer 6 mois,.

## Synthèse des résultats électoraux

### Présidence de la commission des affaires culturelles et de l’éducation à l’Assemblée nationale
| Année | Groupe | Groupe | 1er tour | 1er tour | 1er tour     | 2e tour | 2e tour | 2e tour | 3e tour | 3e tour | 3e tour | Issue |
| Année | Groupe | Groupe | Voix     | %        | Rang         | Voix    | %       | Rang    | Voix    | %       | Rang    | Issue |
| ----- | ------ | ------ | -------- | -------- | ------------ | ------- | ------- | ------- | ------- | ------- | ------- | ----- |
| 2024  |        | SOC    | 24       | 34,28    | 1re ex aequo | 26      | 37,68   | 1re     | 27      | 38,03   | 1re     | Élue  |

### Élections législatives
| Année | Parti  | Parti | Circonscription            | 1er tour | 1er tour | 1er tour | 2d tour | 2d tour | 2d tour |
| Année | Parti  | Parti | Circonscription            | Voix     | %        | Rang     | Voix    | %       | Issue   |
| ----- | ------ | ----- | -------------------------- | -------- | -------- | -------- | ------- | ------- | ------- |
| 2022  |        | PS    | 8e de la Seine-Saint-Denis | 9 263    | 35,31    | 1re      | 13 169  | 53,57   | Élue    |
| 2024  | 19 193 | PS    | 8e de la Seine-Saint-Denis | 49,30    | 1re      | 24 476   | 68,41   | Élue    |         |